# Санферминес
Санферминес (шп. Sanfermines) је празник који се прославља сваке године у част св. Фермина из Амјена у Памплони, главном граду шпанске аутономне заједнице Наваре.
Прослава почиње лансирањем ракете која се зове чупиназо (шп. Chupinazo), са балкона зграде општине у Памплони, 6. јула у подне, а завршава се у поноћ 14. јула.
Једна од најпознатијих активности које се одвијају за Санферминесе је тзв. енсијеро (шп. Encierro) што би на српском значило „затварање“. Енсијеро се састоји од трчања неких 800 метара пред биковима. Трка се завршава у арени за борбе са биковима. Енсијероси се одржавају сваког дана између 7. и 14. с почетком у осам сати ујутро, и трају отприлике између два и три минута.
Санферминес има веома стару традицију чији се корени налазе још у средњем веку, иако је светску славу стекао скоро, поставши специфичан догађај у којем учествују многи странци, и који је учинио Памплону славном у свету.
Амерички писац, Ернест Хемингвеј, прославио је овај празник широм света учинивши га централним окружењем у свом роману „Сунце се поново рађа“. Становништво Памплоне се у тим данима попне са 190.000 на више од 1.500.000.